# Боја кајсије
Боја кајсије је светложуто наранџаста која је добила назив по плоду истоимене биљке. Заправо, то је нешто блеђа нијанса него стварна боја кајсије и попут боје брескве изгледа да је уведена како би се добила угодна пастелна нијанса за коришћење у дизајну ентеријера. Бренд „Крејола“ промовише ову боју као „боју пешчapa“.

## Боја кајсије
Боја кајсије (са десне стране) се користи као назив за боју од 1851. године.

## „Крејолина“ боја кајсије
Са десне стране је боја кајсије како је од 1949. назива бренд „Крејола“.